# Скогейрі (Нью-Йорк)
Скогейрі (англ. Schoharie) — місто (англ. town) в США, в окрузі Скогарі штату Нью-Йорк. Населення — 3107 осіб (2020).

## Демографія
Згідно з переписом 2010 року, у місті мешкало 3205 осіб у 1391 домогосподарстві у складі 878 родин. Було 1526 помешкань
Расовий склад населення:
| - 97,7 % — білих - 0,6 % — чорних або афроамериканців - 0,4 % — азіатів |

До двох чи більше рас належало 1,0 %. Частка іспаномовних становила 1,5 % від усіх жителів.
За віковим діапазоном населення розподілялося таким чином: 18,7 % — особи молодші 18 років, 65,0 % — особи у віці 18—64 років, 16,3 % — особи у віці 65 років та старші. Медіана віку мешканця становила 45,4 року. На 100 осіб жіночої статі у місті припадало 93,5 чоловіків;  на 100 жінок у віці від 18 років та старших — 92,5 чоловіків також старших 18 років.
Середній дохід на одне домашнє господарство  становив 69 297 доларів США (медіана — 58 514), а середній дохід на одну сім'ю — 78 150 доларів (медіана — 76 964). Медіана доходів становила 54 792 долари для чоловіків та 38 388 доларів для жінок. За межею бідності перебувало 9,4 % осіб, у тому числі 19,2 % дітей у віці до 18 років та 6,3 % осіб у віці 65 років та старших.
Цивільне працевлаштоване населення становило 1253 особи. Основні галузі зайнятості: освіта, охорона здоров'я та соціальна допомога — 20,8 %, роздрібна торгівля — 15,5 %, публічна адміністрація — 10,1 %, будівництво — 8,5 %.